# مارلون پک
مارلون پک (انگلیسی: Marlon Pack؛ زادهٔ ۲۵ مارس ۱۹۹۱ بازیکن فوتبال اهل بریتانیا است.
از باشگاه‌هایی که در آن بازی کرده‌است می‌توان به باشگاه فوتبال وایکام واندررز، باشگاه فوتبال چلتنهام تاون، باشگاه فوتبال پورتسموث، باشگاه فوتبال داگنم و ردبریج، و باشگاه فوتبال بریستول سیتی اشاره کرد.